# Tmesisternus laterimaculatus
Tmesisternus laterimaculatus là một loài bọ cánh cứng trong họ Cerambycidae.